# ガートルード・ベル
ガートルード・マーガレット・ロージアン・ベル（英: Gertrude Margaret Lowthian Bell, CBE、1868年7月14日 - 1926年7月12日）は、イラク王国建国の立役者的役割を果たし、「砂漠の女王」(Queen of the Desert) の異名をとったイギリスの考古学者・登山家・紀行作家・行政官・情報員。シリア・パレスチナ、メソポタミア、小アジア、アラビアを広範囲に旅して築いた彼女の知識と人脈により、探検や地図作成を行い、イギリス帝国の政策立案に大きな影響力を持つようになった。 ベルはT・E・ロレンスと共に、現在のヨルダンやイラクのハーシム朝を支援した。
彼女は、中東各地を旅して築いた部族の指導者たちとの関係から得た独自の視点で、イラクにおける近代国家の確立とその運営に大きな役割を果たした。彼女の生前はイギリス政府関係者から高く評価・信頼され、絶大な力を発揮した。彼女は「国王陛下の政府の代表でアラブの人々が愛情に似た物を覚えた数少ない一人」と評されている。

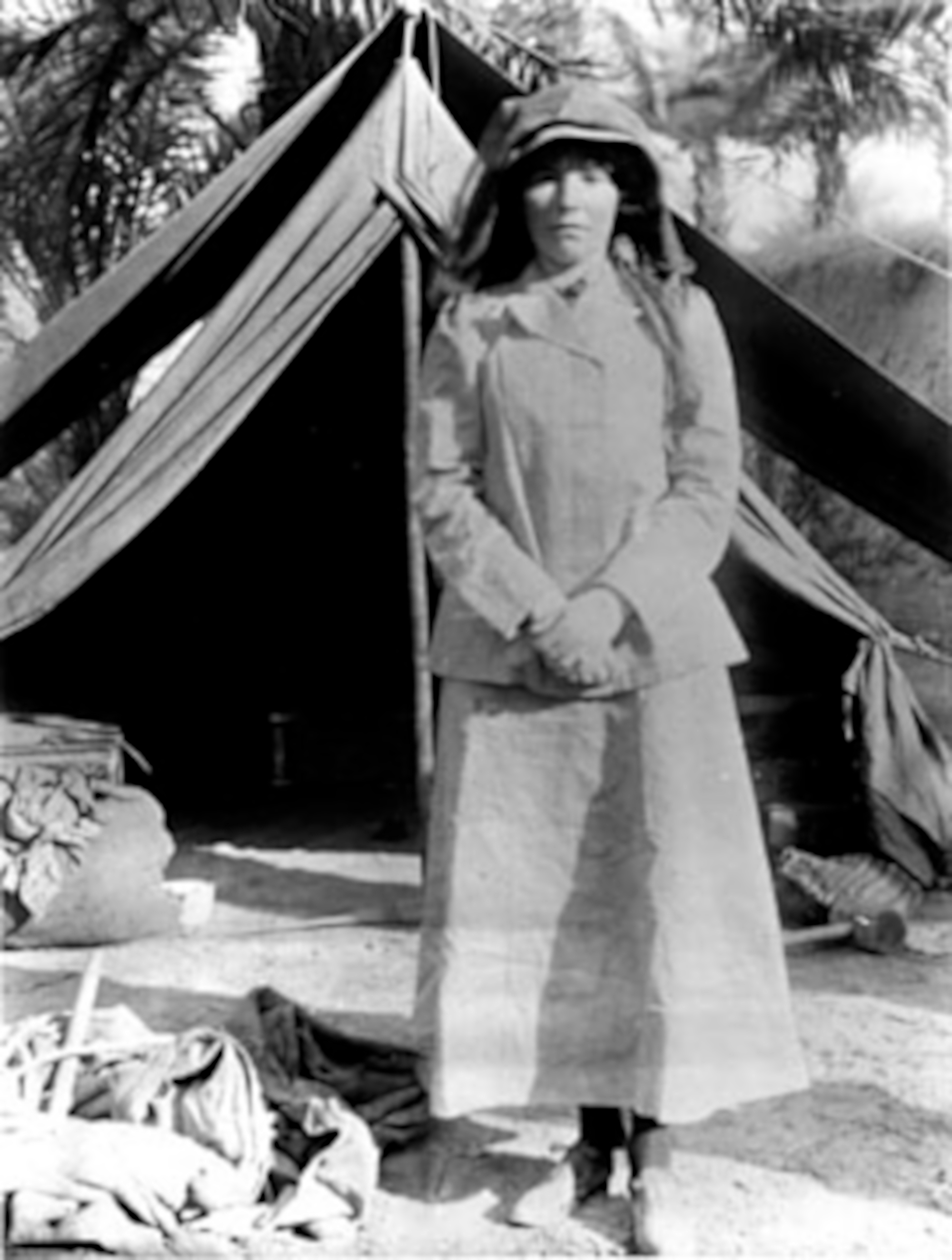
ガートルード・ベル (1909年)

## 生い立ち
ガートルード・ベルは、1868年7月14日、イングランドのダラム・カウンティワシントンにあるワシントン・ニュー・ホール（現在はデイム・マーガレット・ホールとして知られている）で進学や旅行を可能とする富に恵まれた裕福な家庭に生まれた。彼女の性格はエネルギー、知性、冒険への志向が特徴で、それが彼女の人生の道を形作った。彼女の父方の祖父は、1870年代にイギリスの鉄鋼の3分の1を生産していたノーザンブリアに本拠を置くベル・ブラザーズの創業者・共同経営者の製鉄業者で、ベンジャミン・ディズレーリの第2次政権時代に自由党の国会議員を務めたアイザック・ロージアン・ベルであった。ロージアン・ベルはイギリスで最も繁栄した実業家のひとりであるだけでなく、ベッセマー金メダル受賞者であり、王立協会会員の著名な科学者でもあった。彼のサロンの客にはチャールズ・ダーウィン、トーマス・ヘンリー・ハクスリー、社会改革家ジョン・ラスキン、芸術家ウィリアム・モリスなどがいた。イギリスの政策決定における彼の役割は、若きガートルードを国際問題に触れさせ、世界に対する彼女の好奇心と後の国際政治への関与を道付けた可能性が高い。
ガートルード・ベルの父で第2代準男爵のヒュー・ベルは、ロージアン・ベルの長男で、父と同様に徹底した教育を受けていた。 パリのソルボンヌ大学で化学、ドイツでは有機化学と数学を学んだ。イギリスに帰国後の彼はロージアン・ベルの企業経営を徐々に引き継ぐ。政治的にも活躍し、当時の基準ではリベラルな姿勢をとり、特に教育や医療に力を入れた。ベルの母メアリー・シールド・ベル とは1867年に結婚したが、1871年、息子のモーリス（後の第3代準男爵）を出産中に没した。ガートルード・ベルは当時3歳だったが、この死をきっかけに彼女の父と生涯にわたって親密な関係を築き:33–34、生涯を通じて、様々な政府の役職に長年就いていた父親と政治的な相談をしていた。

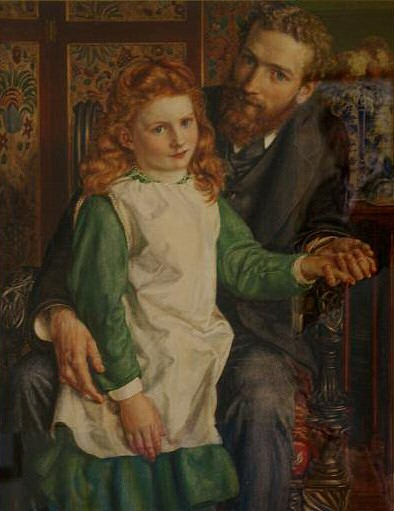
エドワード・ポインターが描いた8歳のガートルード・ベルと父親、1876年

いくつかの伝記によれば、幼少期に母親を失った事がトラウマとなり鬱状態や危険な行動をとっていた時期があった事が明らかになっている。 しかし、父親はガートルードが7歳の時に再婚し、継母であるフローレンス・ベル（旧姓オリフ）との間に3人の異母弟妹が生まれた。フローレンス・ベルは劇作家・童話作家であり、工場の労働者に関する研究の著者でもあった。彼女はガートルードに義務感や礼儀正しさの概念を植え付け、彼女の知的成長に貢献した。 フローレンス・ベルによるミドルスブラ近郊のエストンにあったボルコー、ヴォーンの工場労働者の妻たちとの活動が、後に義娘がイラク人女性の教育の推進に取り組む姿勢に影響を与えた可能性がある。
頭脳明晰だった彼女は、ロンドンのクイーンズ・カレッジで進んで初期の教育を受けた。これは当時としては珍しい一歩であった。当時、ベル家のような社会階層の女子教育はもっぱら個人的な家庭教師によって担われていた。さらに珍しい事に彼女の両親は17歳でオックスフォード大学レディ・マーガレット・ホール に進んで、近代史（歴史学は、当時女性に課せられていた多くの制約のため、女性が勉強することが許されていた数少ない科目の一つであり、当時のメインストリーム的教養に属するラテン語やギリシャ語を専攻できるのは男性に限られていた）を学ぶ事を認めた。「私は少なくともひとつの事を知り、習得したいと考えています。私はこの素人勉強にうんざりしています。何かに没頭したい。」と彼女は父親に自分の願いを書いている。彼女と同級生の女子は、通常はシャペロンに付き添われて、聴講生として講義を受けた。弱冠20歳で最優等の成績で卒業した最初の女性と言われているが、これは彼女がわずか2年で達成した偉業である:41。記録ではこの年の卒業生11名の内9名が男性で2名がベルとアリス・グリーンウッドであった。しかし、女性である彼女らに学位は授与されなかった。オックスフォード大学が学位授与について男女を平等に取り扱う様になるのは1920年になってからである。
ヴィクトリア朝時代のイギリスでは女性の大学進学はごく稀であり、ベルは社交界にデビューはしたものの高学歴が災いして煙たがられ、3年経っても求婚者ひとりあらわれなかったという。ベルは生涯未婚であり子供もいなかった。彼女は1903年に弟のヒューゴとともにシンガポールを訪れた際、イギリスの植民地行政官フランク・スウェッテナムと親しくなり、1909年まで文通を続けた。 1904年にスウェッテナムがイギリスに引退した後、彼女は彼と「短いながらも情熱的な情事」を行った。また、1913年から1915年にかけてラブレターを交わした既婚男性のチャールズ・ダウティ＝ワイリー少佐とも不倫関係にあったが:14–17、1915年に彼がガリポリの戦いで戦死した後、ベルは仕事に没頭した。

## 旅と執筆
ガートルード・ベルは1888/1889年の冬のシーズンを継母の義兄に当たるフランク・ラッセルズが公使として働くブカレストで過ごした。ガートルード・ベルはブカレストでの外交晩餐会や舞踏会に参加し、ベルンハルト・フォン・ビューローや後にインド総督になるチャールズ・ハーディングなどに会った。また、ルーマニア国王カロル1世とその后であるエリサベタにも紹介された。ブカレストではヴァレンタイン・チロルにも初めて出会い、生涯にわたる親しい友人になった。彼女はコンスタンティノープルを経由してオリエント急行で帰国の途についた。
ルーマニアにも同行した義理の従兄弟のビリー・ラッセルズがベルの結婚相手の最有力候補のひとりだったが、ガートルード・ベルは数ヶ月後に彼に興味を失ってしまった。彼女は他の候補者にも飽きていた。彼女はブカレストやコンスタンティノープルに滞在した事で、国際性の点では他の男性を凌駕していた。ベルから継母への手紙で、自分が独身のままでは社会的に疎外された存在に押し込められる事を自覚し、苦しんだ事を証明している。手紙の最後は独身生活が続く事を暗示する言葉で締めくくっている。 "70年というのは本当に長いと思いません？"
1892年、ガートルード・ベルの3度目の社交シーズンが終了したが、候補者の中で彼女に求婚した者も彼女が一過性以上の興味を持った者もいなかった。1892年の春、彼女は義理の伯母のメアリー・ラッセルと一緒にテヘランに向かった。その当時フランク・ラッセルズはブカレストからペルシャに移り、テヘランのナーセロッディーン・シャーの宮廷でイギリスの特命全権公使を務めていた。1892年5月、彼を訪ねるためにペルシャを訪れた。彼女は1894年に刊行した初の随筆『ペルシャの情景』でこの旅の様子を記している。テヘラン滞在中の彼女の仲間の中にはイギリス公使館の外交官だったヘンリー・カドガンがいた。彼は知的な読書家であり熱心なスポーツマンで、ガートルード・ベルと同じく歴史に興味を持っていた。2人は惹かれあう様になり、求婚を受けた。しかし、ヒューとフローレンスのベル夫妻は結婚に同意する事を拒んだ。カドガンはイギリス貴族のカドガン伯爵家の一員だったものの父親が破産寸前で、若手外交官としての俸給のみで生計を立てていた。さらにヒュー・ベルはカドガンに賭博癖があり、多額の借金を抱えている事も掴んでいた。 ガートルード・ベルは両親の反対に屈したものの、カドガンが外交官としての十分なキャリアを早く築き、彼女の父親が求める生活水準を実現する事ができる様になるだろうと考えていた。半年後、彼女は当初の約束通りイギリスに帰国した。ロンドンで『ペルシャの情景』を執筆する事で、カドガンを待つ暇を潰し、ペルシャの詩人ハーフェズの詩の翻訳を始めた。彼女によるハーフェズの英訳は現在でもその文学性を高く評価されている。イギリスに帰国して9ヶ月後、彼女は、テヘランからヘンリー・カドガンが川に落ちて肺炎を起こし、しばらく後に死んだという知らせを受け取った。
その後の10年間の大半を世界各地を旅し、スイスで登山をし、考古学と言語の習得に情熱を注いだ。 彼女はアラビア語、ペルシャ語、フランス語、ドイツ語に堪能になり、イタリア語とオスマン語を話した。2度にわたって世界一周旅行を行い、旅行中の1899年と1903年には日本にも立ち寄っている。後に著書『シリア縦断紀行』でベルはシリア訪問時戦われていた日露戦争について、シリアの各地で質問攻めにされたと記述している。初の日本訪問の同年、ベルは再び中東を訪れ、アラビア語を学ぶためエルサレムに長期滞在するかたわら、 パレスチナとシリアを回り、1900年にはエルサレムからダマスカスへの旅で、エッドゥルーズ山地に住むドゥルーズと知り合いになった。彼女はその後の12年間でアラビアを6度横断した。
1899年から1904年までの間、彼女はラ・メイジュやモンブランなど、多くの山を制覇し、スイスのベルナー・アルプスで10の新登山道や初登攀を記録した。ベルナー・オーバーラントにある2,632mのゲルトルードシュピッツェ（Gertrudspitze）は、1901年に彼女と登山ガイドのウルリッヒとハインリッヒ・フューラーが初登頂した事から、彼女の名前が付けられた。しかし、彼女は1902年8月、フィンスターアールホルンの挑戦に失敗し、雪、ひょう、雷などの悪天候の中、ガイドと共に「ロープの上で48時間」を過ごす事を余儀なくされ、危うく命を落としかねない恐ろしい状況の中、岩壁にしがみついていた。

### 考古学

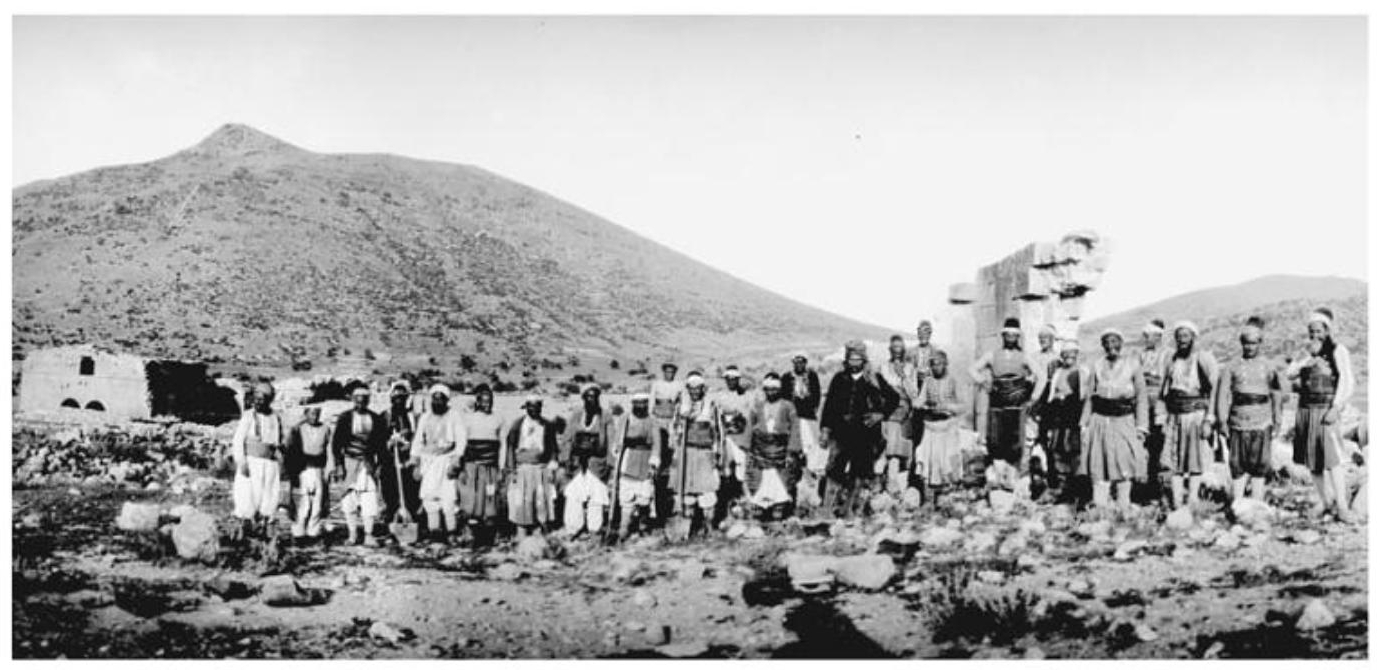
ベルがビンビルキリーゼで行った発掘調査の作業員、1907年

登山と同時並行で考古学を学び、1905年、シリアを経てユーフラテス川をめぐる旅に出る。翌年から考古学雑誌にベルの紀行文が掲載されはじめるようになり、1907年には彼女の連載が「シリア縦断紀行」として単行本化された。この本の中で彼女はダマスカス、エルサレム、ベイルート、アンティオキア、アレクサンドレッタなどの大シリアの町や都市への旅について説明し、写真を撮り詳細に記している。ベルの生き生きとした描写はアラビアの砂漠を西欧世界に明らかにした。1907年3月、ベルはオスマン帝国に渡り、考古学者で新約聖書研究者のウィリアム・ミッチェル・ラムジーとの共同作業に着手した。彼らがビンビルキリーゼで行った発掘調査は A Thousand and One Churchesに記録されている。
1907年、彼らはシリア北部のユーフラテス川上流の東岸、かつての川の谷間の急斜面に沿って遺跡の原野を発見した。 その遺跡の城壁をこのように描写した。「私のテントが張られていたムンバヤは、アラビア語では高地のコースだけを意味しているが、プトレマイオスの都市名リストにあるベルシバであろう。それは川岸に位置する二重の城壁で構成されている。」
1908年、ガートルード・ベルは女性参政権の導入に反対して戦ったイギリスの反女性参政権運動「女性の全国反女性参政権連盟」の名誉秘書に選出され、1913年頃まで反サフラジェット運動に積極的に参加していた。
1909年1月、ベルはメソポタミアに向けて出発した。 ヒッタイトの都市カルケミシュを訪れ、ウカイディールの遺跡の地図を作成した後、バビロン、ナジャフへと向かった。カルケミッシュに戻った彼女は現地の二人の考古学者に相談した。 その内のひとりはレジナルド・キャンベル・トンプソンの助手であるT・E・ロレンスであった。1910年、ベルはミュンヘンで行われていた展覧会「ムハンマド美術の傑作展」を訪れた。継母への手紙の中で、彼女が研究室を独り占めにして展覧会の民族誌部門に参加していたダマスカス出身のシリア人と話した事を述懐している。
1913年、彼女はダマスカスから政治的に不安定なハーイルまで約1800マイルを旅し、アラビア半島を横断してバグダード経由でダマスカスに戻るという最後のそして最も困難なアラビアの旅を完遂した。彼女はレディー・アン・ブラントに次いでハーイルを訪れた2人目の外国人女性であり、特に不安定な時期に到着したため11日間拘束された:218–219。
ベルが没した翌年の1927年、継母のフローレンス・ベルは第一次世界大戦前の20年間に書かれた2巻からなるガートルード・ベルの書簡集を出版した。

## 第一次世界大戦と政治キャリア
第一次世界大戦が勃発した当初、ベルの中東赴任の要請は拒否され、その代わりフランスの赤十字に志願して西部戦線に身を置く事になる。その後、彼女はイギリスの情報機関の依頼で砂漠の中を兵士たちを送り出し、第一次世界大戦期からその死に至るまで、彼女は中東におけるイギリスの帝国政策を形成する上で政治的な力と影響力を持つ唯一の女性であった。彼女はしばしば現地人のチームを獲得し、彼女が指揮し、遠征に導いた。彼女の旅を通して、ベルは中東の部族のメンバーと親密な関係を築いた。さらに女性である事で部族のリーダーの妻たちへの独占的な接触や他の視点や機能へのアクセスを可能にした。

### カイロとバスラ

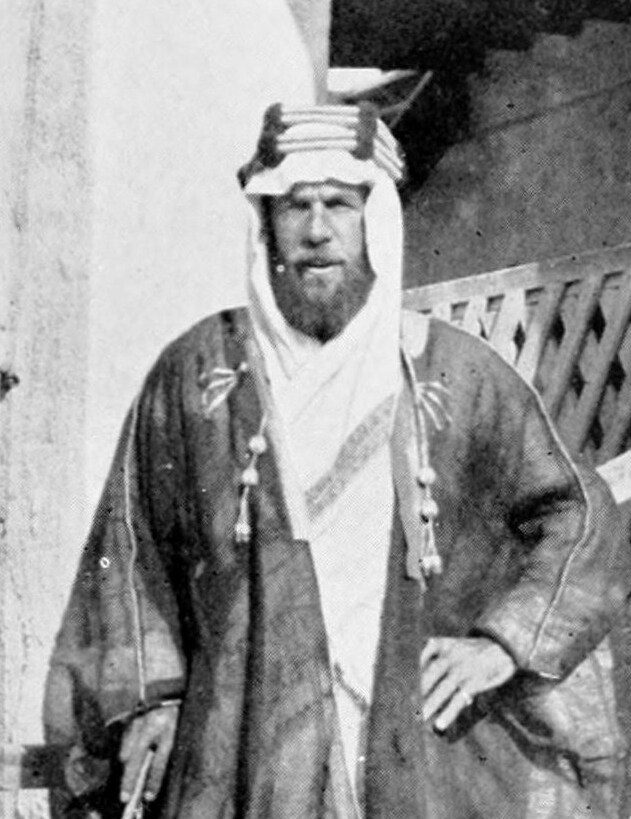
ジョン・フィルビー

1915年11月に彼女は、新設されたイギリスの外務省管轄下でギルバート・クレイトン将軍率いるアラブ局のカイロに置かれた諜報機関の情報員として召集を受け、オスマン帝国に対するアラブ反乱に携わる。T・E・ロレンスは、既にマッカの戦い・マディーナ包囲戦・ターイフの戦い等の戦闘に参加していたが、1916年10月にアラブ局へ召集を受けてガートルード・ベルと再会し:160–161、アカバ港やヒジャーズ巡礼鉄道線などへのゲリラ工作、ベルはバスラに上陸を果たしたイギリス軍と共にメソポタミアの地からオスマン帝国を一掃する作戦の援護に携わる。ベルとロレンスは共にオックスフォード大学で近代史の第一級優等学位を取得、流暢なアラビア語を話し、第一次世界大戦前にはアラビアの砂漠を広範囲に旅して地元部族とのつながりを築いていた。ロレンスとベルの専門知識を認めた著名な考古学者で歴史家のデビッド・ホガース中佐の推薦により、最初にロレンス、次いでベルが1915年にカイロの陸軍情報部に配属され、戦時中の任務に就く事になった。彼女は1916年2月に到着したが、当初は正式な役職に就く事はなかった。 しかし、ホガースはベルやロレンス、W.H.I.シェイクスピア大佐のアラブ部族の位置と性質に関する情報の整理と処理に着手する事を手助けした。そうすれば、彼らはオスマン帝国に対抗するためにイギリスに参加するように促されるかも知れなかった。ロレンスとイギリスはその情報をアラブ人との同盟を結ぶ際に利用した。
1916年3月3日、突然クレイトン将軍はベルを1914年11月にイギリス軍が占領したバスラに派遣し、彼女が他の西洋人の誰よりもよく知っている地域について政治首席補佐官パーシー・コックスに助言を与えた。コックスは彼の本部に彼女の事務所を見つけ、彼女がバスラの軍の最高司令部にいない週2日の間はそこで雇われた。彼女はイギリス軍で唯一の女性政治将校となり、彼女が配属されていたアラブ局の「カイロ特派連絡官」の称号を得た。 彼女はジョン・フィルビーのフィールド・コントローラーであり、彼に政治工作の舞台裏の細かい技術を教えた。

### アルメニア人虐殺
中東にあったガートルード・ベルはアルメニア人虐殺の目撃者であった。彼女はそれまでの虐殺と比較しても「1915年とその翌年に行われた虐殺とは比較にならない」と書いている。また、ベルはダマスカスで「オスマン人はアルメニア人女性を公然と市場で売っていた」と報告している。ベルは情報報告書の中で書いた:

### イラクの創造
1917年3月10日のイギリス軍のバグダード占領後、ベルはコックスによってバグダードに召喚され:274–276、「弁務官担当東方書記」の地位を与えられた。これ以降、1926年に没するまでバグダードは彼女の人生の中心であり続けた。バグダードでの当初のベルの仕事は情報収集し、正確さを評価・解釈し、凝縮して伝えるという情報機関の情報員の典型的な仕事であった。 現代では女性としての障害があったのか、結果的に特別な地位を得ることができたのかの判断は難しいが、原則として「名誉男性」として扱われ、イスラム教の最高位者にも認められていた。いずれにせよ、彼女ほど部族間の関係、政治的な対立、意図についての最新の知識を持っていた人はほとんどいなかったし、彼女ほど個々の部族の指導者に決定的な影響を与えられる立場にあった者はほとんどいなかった。その功労が認められて、1917年10月に大英帝国勲章のコマンダー（司令官）の勲章を授与されていた。 カイロでの彼女の同僚であるデビッド・ホガースは後に、彼女の情報が1917年と1918年のアラブ蜂起の成功に大きく貢献したと指摘している。オスマン帝国解体の方針が1919年1月下旬までに最終決定されたので、ベルはメソポタミアの状況分析を行う事になった。彼女はその地域の部族の関係をよく知っていたため、イラクで必要とされるリーダーシップについて強い考えを持っていた。彼女はその後10カ月間を費やして、後に見事な公式報告書と評された「メソポタミアにおける自己決定」を執筆した。メソポタミア駐在のイギリス弁務官アーノルド・ウィルソンは、イラクの運営方法について異なる考えを持ち、まだ、メソポタミア人は効率的かつ平和的に国を統治し、管理する準備ができていないと感じており、実際の支配権を保持するイギリス当局の影響を受けるアラブ政府を望んだ。アラブ人の陳情を多く受けた後、ロレンスとともにパリ講和会議に参加、アラブ人への公約を果たすべく尽力を重ねるが、実らなかった。すでに1917年英仏間でサイクス・ピコ協定が締結されており、列強間の利害の前に中東の地はイギリスとフランスの委任統治領として分割が決まった。
この間、1918年には、小アジア、シリア、アラビア、ユーフラテスの探検に功績があったとして、王立地理学会から金メダルを贈られた。
ベルのイラク統治政策の基本理念は「イラク統治ではシーア派を登用しない」というものだった。この理念はバグダードのスンナ派のある部族のナシーブ（名家）の長をベルが訪ね、イラクの統治についての意向を探った時のナシーブの長の意見を踏襲したものである。しかし、イラクの人口の5割を超えるシーア派の排除は、その後のイラクに大きな負の遺産を残す事になる。
バグダード陥落後、イギリスは主任政務官パーシー・コックス（Percy Cox）、弁務官代理ウィルソン（Arnold Talbot Wilson）を派遣した。この2人がメソポタミアの地を治める事になるが、部族や軍閥間の主導権争いに翻弄され、何ら有効な対策を打つ事もできなかった。この時の同僚に後のサウジアラビア王室顧問のジョン・フィルビーがおり、ベルはフィルビーを高く評価している。1920年6月、ナジャフでスンナ派とシーア派が手を携え、反英暴動が勃発する。きっかけは前年イギリスがペルシャと同国への借款と引き換えにペルシャの軍事権をイギリスが握るという内容の協定を結び、これにナジャフが危機感を募らせたことである。
弁務官代理ウィルソンは秋までに暴動を鎮圧したもののイギリスは民政移管を考慮せざるをえなくなり、ペルシャ公使に転任していた前政務官コックスを高等弁務官としてバグダードに呼び戻す事になる。1920年10月11日、パーシー・コックスはバグダードに戻り、彼女に来るべきアラブ政府との連絡役として弁務官担当東方書記を続ける様依頼した。ガートルード・ベルは基本的にアラブ政府とイギリス政府関係者との間の仲介役を務めた。ベルはしばしば南部のシーア派、中部のスンニ派、北部を中心とした自治を望むクルド人などのイラクの様々なグループの間の仲介をしなければならなかった。これらのグループの結束を保つ事はイラクの政治的バランスを保つためにも、またイギリスの帝国主義的利益のためにも不可欠な事であった。イラクには石油という貴重な資源が存在しただけではなく、トルコ、ペルシャ（イラン）、シリアから保護するための常備軍として北部のクルド人の助けを借りた上で緩衝地帯として機能する事になっていた。ロンドンのイギリス当局者、特にチャーチルは部族内紛を鎮圧するコストを含む植民地の重いコストを削減する事に非常な関心を持っていた。イギリス人と新しいイラク人支配者の両方にとってのもう一つの重要なプロジェクトは、これらの人々がひとつの国家として自らを認識する様、新たなアイデンティティを創出する事であった。
イギリス当局は自分たちの統治戦略がコストを増大させており、イラクを自治国家とした方が安上がりである事にすぐに気付いた。 1921年のカイロ会議は後のイラクおよび近代の中東の政治的・地理的構造を決定するために開催された:365–369。 ガートルード・ベルはそれらの議論の中で重要な論点提供を行い、議論形成に不可欠な役割を果たしたのである。カイロ会議のベルとロレンスは戦争中にイギリスを助け、アラブ反乱の頂点でダマスカスに入ったアラブ軍の元司令官であるファイサル・ビン・フセイン（メッカの太守フセインの息子）を強く推薦した。当時、彼はフランスにシリア王を退位させられていたが、カイロ会議でイギリスの関係者は彼を初代イラク王にする事を決めた。ハシェミットの血統と外交手腕から、彼は尊敬され、国内の様々なグループを統合する能力を持っていると考えられていた。彼がムハンマドの血統を受け継いでいる事から、シーア派の人々は彼を尊敬するだろうし、彼が尊敬される家系であったためクルドを含むスンニ派も彼に従うだろうと考えられた。イラクのすべてのグループを支配下に置く事は大英帝国の政治的・経済的利益のバランスをとるために不可欠であった。
1921年にファイサルがイラクに到着すると、ベルはファイサルに部族の地理やビジネスに関する問題など地元の問題に関する助言を与えた。また、ベルは新政府の内閣やその他の指導的ポストの任命者の選定も監督した。アラブ人から「アル・ハートゥン」（国家の利益のために耳目を開く宮廷女性）と呼ばれた彼女はイラクのファイサル王の親友であり、彼の治世の開始時にイラクの他の部族の指導者との間で、彼の役割への移行を容易にする事を手助けした。 ファイサル王は彼女自身のささやかな遺物コレクションからバグダードのイラク考古学博物館を設立し、遺言で得た収益を発掘プロジェクトの寄付金に充てるためイラクのブリティッシュ・スクール・オブ・アーキオロジーを設立する事を支援した。膨大な量の書籍、通信、情報報告書、参考文献、白書を執筆するストレスやイギリスやアラブの集団との長年の喫煙による気管支炎、マラリアの発作の繰り返し、夏のバグダードの猛暑への対応などのすべてが彼女の健康を蝕んだ。やや虚弱だった彼女はやせ細り、衰弱した。
歴史家は、現在のイラクの問題がベルが考え出した政治的境界線に由来すると指摘している。しかし、彼女の報告書によれば問題は予見されていたことを示しており、ベルも彼女のイギリス人同僚も分裂した勢力を鎮める恒久的な解決策は（あるとしても）多くはないと考えていたのである。しかし、少数派のスンニ派が多数派のシーア派を支配するためのロビー活動が、その後のスンニ派独裁政権のきっかけを作った。
また、彼女の同僚たちはクルド人から祖国を奪い、その一部をイラクに編入すべきだと主張したがベルはこの分割にも反対しなかった。クルド人がイラク、シリア、トルコに分割された事で3カ国で弾圧される事になり、ベルはクルド人に対する武力行使を支持した。ベルは「メソポタミアは文明国家ではない」と1920年12月18日に父親への手紙で書いている:413–419。
ベルは1920年代初頭を通じてイラクの統治に欠かせない存在であった。 新たなハーシム君主制はシャイフ旗を用いていたが、これはアッバース朝のカリフを示す黒の縞、ウマイヤ朝のカリフを示す白の縞、ファーティマ朝の緑の縞、そして最後に3つの縞をまたぐイスラム教を象徴する三角形で構成されていた。ベルはこのデザインに金星を加えた物をイラク国旗とする事不可欠だと感じた:149。1921年8月23日にファイサルはイラク王として戴冠したが、完全に歓迎された訳ではなかった。聖なる月であるムハッラムの間、ベルはシーア派の歴史を想起させる事でファイサルへの支持を得ようと、ファイサルのバグダード到着をムハンマドの孫フサインになぞらえた。しかし、ファイサルがシーア派地域バスラの港に上陸した時、彼に対する熱意はほとんどなかった。
彼女は新国王と仕事をする事は簡単ではないと感じた。「あなたはひとつの事だけ信頼できる。私は二度と王を創造しない。あまりにも負担が大きすぎる。」ファイサルはベルを含むイギリスの顧問の支配から逃れようとしたが、限定的な成功しかおさめられなかった。

### カイロ・カンファレンス
1921年3月21日、カイロでイギリスの植民地相チャーチルの主宰により、ベル、コックスそしてロレンスなどの「東洋学者」の選りすぐりのグループを招集してイギリス委任統治（オスマン帝国の分割）やイラクのような新興国家の境界を決定するための会議が行われた:365–369。（カイロ会議 (1921年)）。ガートルードはロレンスを「寒い部屋で火をつける事ができる」と評したとされている。この会議でベル、コックス、ロレンスは第一次大戦中にアラブの反乱の扇動者だったマッカの太守ハーシム家（預言者ムハンマドの後裔と称していた）のフサイン（大戦後は論功行賞としてシリア・パレスチナ・ヒジャーズの王となる事が英仏により保証されていた。）の息子でフランスによってダマスカスを追放されていたファイサルをイラク国王とし、その兄のアブドゥッラーをトランスヨルダンの首長とした新国家の建設を精力的に推進した:365–369。彼女はバグダードで没するまで、イラクのイギリス高等弁務官事務所の顧問を務めていた。
統治形態についてはまとまったものの、イラクの領土画定問題に議題が移った途端に紛糾した。クルド人（スンナ派）の北部、アラブ人（スンナ派）の中部、アラブ人（シーア派）の南部、それにペルシャ人、ユダヤ人、キリスト教徒などの地域が複雑に入り組んでいる地域の国境の画定にあたってベルは上記の3つの地域で一国を構成されるべきという持論を曲げなかった。この会議に同席していたロレンスは「クルド人地域のみトルコへのバッファーゾーンとしてイギリスが直接統治を続けるべき」という意見を出した。しかしベルはこれに耳を貸さず、ここにイラクの領土は画定された。ベルはロレンスより20歳も年長で、自分のアラブ情勢関与のキャリアはロレンスなどとは比較にならないと自負していたようだ。ベルはロレンスのペダンティスト的気質を煙たがっていたという側面も研究者の間では指摘されている。しかし結果的にはロレンスが抱いた危惧は正しかった。
ベルはパレスチナのアラブ系住民にユダヤ人の支配を押し付けるのは不公平という理由からシオニズム運動に反対した。彼女はバルフォア宣言を「最も深い不信」と見なし「これから起こるであろう恐ろしい事をすべて予見しているのに、それを防ぐために手を伸ばす事ができない悪夢の様なものだ。」と書いている。
サイクス・ピコ協定の責任者であるイギリスの外交官マーク・サイクスは彼女の事を好まなかった。

### イラク国立図書館
1919年11月、ベルはバグダードの公共図書館設立推進会議に招待講演者として招かれ、その後1921年から1924年まで図書館委員会の委員長を務めた。バグダード平和図書館(Maktabat al-Salam)は民営の定期購読図書館であったが、1924年頃に教育省に引き継がれ、バグダード公共図書館(または総合図書館と呼ばれる事もあった)として知られる様になった。この図書館は1961年にイラク国立図書館となった。

### バクダード考古学博物館
ガートルード・ベルの初恋の相手は考古学だったため、彼女はバグダッド考古学博物館（後にイラク国立博物館と改称）の設立に着手した。彼女の目標はメソポタミア文明の重要な遺物を含むイラクの文化と歴史を保存し、それらを母国にとどめる事だった。 彼女は発掘調査を監督し、出土品や遺物を調査した。彼女はバビロニア帝国からの物など広範なコレクションを持ち込んだ。ベルの死の直前の1926年6月、博物館は正式に開館した。ベルの死後、首長の提案により博物館の右翼はベルを記念して命名された。

## 晩年
1925年にベルがイギリスに一時帰国した際、彼女は家族の問題と体調不良に直面した。イギリスにおける第一次世界大戦後の労働者によるストライキやヨーロッパの経済不況により、彼女の実家の家業は衰退の一途をたどっていた。 バグダードに戻った彼女はすぐに胸膜炎を発症した。彼女が回復した1926年2月、異母弟ヒューゴが腸チフスで死んだ事を耳にした。
1926年7月12日、ベルは睡眠薬の過剰摂取によって死亡しているのが発見された。彼女の死については多くの議論があるが、彼女はメイドに起こす様頼んでいたため故意の過剰摂取による自殺だったのか、それとも事故だったのかは不明である。晩年の彼女はキナハン・コーンウォリスと親密になった。彼はベルの死後に極秘の「アラブ公報」を転載して出版された本「アラブ戦争 ガートルード・ベルからの総司令部の機密情報」の序文を執筆した。
彼女はバグダードのバブ・アル・シャルジ地区のイギリス人墓地に埋葬された。彼女の葬儀は大掛かりであり、彼女の同僚やイギリス政府関係者など多くの人々が参列した。

## 遺産と賞賛

### 同時代
同僚のD・G・ホガースが書いた追悼記事にはイギリス政府関係者が彼女を尊敬していた事が記されている。ホガースは彼女を称えて次のように述べている。

### 現代
ガートルード・ベルは21世紀のイラクで記憶されている。イギリスの外交官・旅行作家であり国会議員でもあるローリー・スチュワートが書いている。
スチュワートは同時代の政治的発言に比べ、ベルを「活き活きとしており、かつ正直であった」と指摘している。彼は彼女の文章を6つ引用しているが、その中で最も短いのは「誰も彼らが何を望んでいるのかを正確には知らない、少なくとも自分自身は。彼らが私たちを望んでいない事を除いては。」である。彼はベルの同僚だったアラビアのロレンスことT・ E・ロレンスを引用する形でベルは「人や状況を判断するのが下手だった」とし「理想的な解決策がなかったにしても明白な誤りがあった。ベルは決してクルド人が支配するモースルをイラクに含める事に同意すべきではなかった。」と述べている。 しかし、スチュワートは1920年の白書をペトレイアス将軍によるアメリカ議会への報告書と比較して賞賛している。

### 映画
- 1992年、ITVのテレビ映画「ロレンス1918（英語版）」でジリアン・バージ（英語版）に演じられた。
- 2015年、ヴェルナー・ヘルツォーク監督の映画「アラビアの女王 愛と宿命の日々」が公開された。この映画ではベルの生涯が描かれている。彼女の役はニコール・キッドマンによって演じられている[74]。
- 2016年、ガートルード・ベルと彼女の同時代人の文章をもとにしたドキュメンタリー映画「バグダードからの手紙（英語版）」が公開された。ゼヴァ・オエルバウムとサビーネ・クライエンビュールが監督・製作を務めた。引用されたベルの手紙をティルダ・スウィントンが朗読した[75][76]。

### 死後の讃辞
ノース・ヨークシャーのイースト・ロウントンにあるセント・ローレンス教会には、彼女の記憶に捧げられたダグラス・ストローンの手によるステンドグラスの窓がある。この窓にはオックスフォードのマグダレン・カレッジとバグダードのカディミヤが描かれている。 以下の碑文が書かれている。
2019年、サウジアラビアで野生のミツバチを研究している昆虫学者が、サウジアラビア中部に生息するベリトゥルグラ・ナジディカ種をベルに敬意を表して命名した。

### 博物館
2016年、ベル家の地所であるレッド・バーンズを記念館と博物館として生まれ変わらせる運動が開始された。ベル家はイギリスのアーツ・アンド・クラフツ運動の後援者でありレッドカーにあるこの家にはウィリアム・モリスの壁紙が使われている。この建物は第2*級イギリス指定建造物に指定されているが、近年はメンテナンスが行われていなかった。建物をベルの記念館とする運動は、2015年にニューカッスルのグレートノース博物館で行われた展覧会の一環である。この展覧会はニューカッスルで開催された後、レッドカーのカークリーサム博物館に移された。
2017年、ニューカッスル大学が所蔵するガートルード・ベルのアーカイブがユネスコの「世界の記憶」遺産に追加された。

### コミック
2010年代には、ニューカッスル大学のチームによって、ガートルード・ベルの人生がコミック化、発表された。このプロジェクトには漫画家のジョン・マイアーズも参加した。

## 著書
- 『シリア縦断紀行』 田隅恒生訳、平凡社東洋文庫（全2巻）、1995、ワイド版2009
- 『ペルシアの情景』 田隅恒生訳、イスラーム文化叢書：法政大学出版局 2000

## 伝記
- 田隅恒生『荒野に立つ貴婦人－ガートルード・ベルの生涯と業績』法政大学出版局、2005年。ISBN 9784588238079。
- ジャネット・ウォラック『砂漠の女王―イラク建国の母ガートルード・ベルの生涯』内田優香 訳、ソニーマガジンズ、2006年。ISBN 9784789727792。
- 阿部重夫『イラク建国』 中公新書 2004　ISBN 4121017447

## 関連事項
- アラビアの女王 愛と宿命の日々 - ベルを描いた2015年の映画。ニコール・キッドマンがベルを演じる。